# Concord Pavilion
Der Concord Pavilion ist ein Amphitheater in Concord, Kalifornien.

## Geschichtliches
Entworfen wurde das Bauwerk von dem Gebäudearchitekten Frank Gehry gemeinsam mit dem Landschaftsgestalter Peter Walker. Eröffnet wurde das Amphitheater im Mai 1975 mit einer Zuschauerkapazität von 12.500 Plätzen. Ab dem Jahr 2000 hieß die Freiluftbühne sechs Jahre lang Chronicle Pavilion. Zwischen 2006 und 2013 war das Bauwerk als Sleep Train Pavilion bekannt. Die Veranstaltungsstätte hält seit 2014 erneut ihren ursprünglichen Namen inne und befindet sich im Besitz der Stadtverwaltung von Concord und wird von Live Nation Entertainment geführt und gewartet.
Neben Musikfestivals wie beispielsweise dem Concord-Jazz-Festival und Highschool-Abschlüssen fanden hier schon Konzerte meist international bekannter Musiker wie Bing Crosby,  Eric Clapton, Huey Lewis and the News und Prince statt.